# (72579) 2001 EU19
2001 إي يو 19 (ويعرف أيضًا باسم (72579) 2001 إي يو 19 وفق تسمية الكوكب الصغير) (بالإنجليزية: 2001 EU19)‏ هو كويكب ضمن حزام الكويكبات؛ وترتيبه 72579 من حيث الاكتشاف.
اكتُشف هذا الجُرم الفلكي بواسطة سبيس واتش في 15 مارس 2001.

## وصلات خارجية
- (72579) 2001 EU19 في قاعدة بيانات مختبر الدفع النفاث لأجرام النظام الشمسي الصغيرة

- الاكتشاف · مخطط المدار ·  العناصر المدارية · المعلمات المادية

- (72579) 2001 EU19 على موقع ويكي سكاي: DSS2, SDSS, GALEX, IRAS, Hydrogen α, X-Ray, Astrophoto, Sky Map, Articles and images